# Indice di dispersione di Poisson
L'indice di dispersione di Poisson è definito come
{\displaystyle D={\frac {\sigma ^{2}}{\bar {x}}}={\frac {\sum _{i=1}^{n}(x_{i}-{\bar {x}})^{2}}{n{\bar {x}}}},}
dove {\displaystyle {\bar {x}}} è la media aritmetica {\displaystyle {\bar {x}}={\frac {1}{n}}\sum _{i=1}^{n}x_{i}} e {\displaystyle \sigma ^{2}} è la varianza.
Se la popolazione è distribuita come una variabile casuale poissoniana, allora {\displaystyle D} è distribuito approssimativamente come una variabile aleatoria {\displaystyle \chi ^{2}} con {\displaystyle n-1} gradi di libertà.
Si rifiuta l'ipotesi che la popolazione sia distribuita come una poissoniana se {\displaystyle D>\chi _{n-1;\alpha }^{2}} o {\displaystyle D<\chi _{n-1;1-\alpha }^{2}}, dove {\displaystyle \alpha } è il livello di significatività del test.